# 우라카미촌
우라카미촌(浦上村)은 이시카와현 후게시군에 설치되었던 촌이다.